# Alain Cavalier

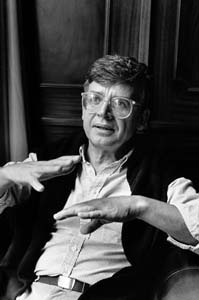
Alain Cavalier

Alain Cavalier (* 14. September 1931 als Alain Fraissé in Vendôme, Département Loir-et-Cher) ist ein französischer Drehbuchautor und Regisseur.

## Leben
Cavalier kam nach Abschluss eines Geschichtsstudiums an das Institut des hautes études cinématographiques, wo er eine filmische Ausbildung erhielt und Assistent von Louis Malle (Fahrstuhl zum Schafott, Die Liebenden) wurde.
Seine ersten Versuche als Regieassistent machte er 1958 mit dem Kurzfilm Un Américain. Danach wagte er sich mit den beiden Filmen Le Combat dans l’île und L’Insoumis an politische Themen heran; die Filme wurden jedoch zensiert, da sie sich mit dem Krieg in Algerien auseinandersetzten. Obwohl es in seinen Filmen nicht an großen Namen wie Romy Schneider, Jean-Louis Trintignant oder Alain Delon mangelte, brachten sie ihn finanziell nicht voran, so dass er sich eher traditionellen Themen zuwandte. Seine ersten Erfolge feierte er dann mit den Filmen Mise à sac und dem Drama La Chamade – Herzklopfen (nach dem gleichnamigen Roman von Françoise Sagan).
Cavalier erhielt mehrere Auszeichnungen für seine Arbeiten, darunter 1987 den französischen Filmpreis César in der Kategorie Bester Film und den César für die beste Regie für seinen Film Thérèse. Sein Film Pater feierte 2011 bei den Internationalen Filmfestspielen von Cannes Premiere und brachte ihm abermals César-Nominierungen in den Kategorien Bester Film und Beste Regie ein.
Alain Cavalier war mit Irène Tunc, einer französischen Schauspielerin und Miss France von 1954, verheiratet; sie kam 1972 bei einem Verkehrsunfall ums Leben.

## Filmografie (Auswahl)
Regieassistenz
- 1957: Les Alchimistes (Kurzer Dokumentarfilm)
- 1957: Appelez le 17 (Kurzer Dokumentarfilm)

Regie
- 1962: Der Kampf auf der Insel (Le Combat dans l’île)
- 1964: Die Hölle von Algier (L’Insoumis)
- 1967: Der Millionen-Coup der Zwölf (Mise à sac)
- 1968: La Chamade – Herzklopfen (La chamade)
- 1976: Le Plein de super
- 1977: Martin und Lea (Martin et Léa)
- 1978: Ce répondeur ne prend pas de message
- 1981: Un étrange voyage
- 1986: Thérèse
- 1991: Portraits
- 1993: Libera Me (Libera me)
- 1996: La Rencontre
- 2000: Vies
- 2001: René
- 2004: Der Filmer (Le filmeur)
- 2007: Les Braves
- 2009: Irène
- 2011: Pater
- 2014: Le paradis
- 2019: Am Leben sein und darum wissen (Être vivant et le savoir)
- 2022: L'Amitié

Drehbuch
- 1965: Leben im Schloß (La vie de château)